# 德川宗武
德川宗武（1716年1月21日—1771年7月15日），又名田安宗武，江戶時代的大名，御三卿之一田安德川家初代當主。德川幕府第八代將軍德川吉宗次子，母親為側室吉牟（本德院）。正室是近衛通子，乳名是小次郎。官至從三位權中納言，贈從二位權大納言。

## 生平
德川宗武自幼聰明，曾從荷田在滿、賀茂真淵學習國學、和歌、萬葉集，打下很扎實的基礎。與年長四歲口齒不清、酗酒過度、到處便溺而有「小便公方」之稱的兄長德川家重形成強烈對比，有較高的人望。雖然家臣普遍擁戴的是以好學聞名的次子宗武，但是吉宗以第三代將軍取德川家光而棄德川忠長的傳統，依舊只能選擇長子家重。他寄望於疼愛的長孫竹千代日後能繼承將軍之職。
享保十六年(1731年)，吉宗公賜予宗武及四子宗尹位在田安門、一橋門的宅邸，給予十萬石俸祿，目的是希望這兩位賢明的弟弟能輔佐這位不長進的長兄家重，及斷絕來自御三家尾張藩第七代藩主德川宗春的繼承將軍位的希望而建立御三卿。但是家重卻不這麼認為，特別是宗武的存在讓家重覺得自己隨時有被取代的危機。延享2年（1745年）十月初三日，吉宗正式將將軍之位讓給家重，稱大御所。同年十一月二日，家重即位，當時三十四歲。家重在位後不久罷黜吉宗時代的老中，一定程度上反對吉宗時代的改革。家重的作為招致宗武的彈劾，家重反而利用這個機會嚴禁宗武登城三年，同時罷免擁護宗武的老中松平乘邑。 
雖然日後因第七代將軍德川家繼的生母・月光院周旋下解除禁止登城的處分，但是家重終其一生再也不曾與宗武見面。家重死後由家治繼任為第十代將軍，由於家重留下「田沼意次能力很強，請務必任用他」的遺言，御三卿也未能發揮作用，宗武再次被排擠在政治核心外。家治二十餘年的治世都在田沼意次、意知父子把持下。明和8年（1771年）六月四日，空有聰明才智卻無處發揮的宗武病逝，享年五十六歲。田安德川家由他的第五子德川治察繼承。他的第六子松平定國成為伊予松山藩主，第七子松平定信成為陸奥白河藩主。
- 法名：悠然院殿寬山圓休大居士